# Jakimowicze (obwód grodzieński)
Jakimowicze (biał. Якімавічы) – wieś na Białorusi, położona w obwodzie grodzieńskim w rejonie słonimskim.
W XIX w. wieś była położona nad Issą w gminie Szydłowicze powiatu słonimskiego guberni grodzieńskiej.
W II Rzeczypospolitej wieś należała do gminy Szydłowicze powiatu słonimskiego województwa nowogródzkiego. Według pierwszego powszechnego spisu ludności z 1921 wieś zamieszkiwało 209 osób narodowości polskiej (102 mężczyzn i 107 kobiet).